# Pelorídids
Els pelorídids (Peloridiidae) son una família d'insectes de l'ordre Hemiptera, que consta de 17 gèneres i 36 espècies. Tenen una longitud que va de 2 a 4 mm. Es troben a la Patagònia (Argentina i Xile), Nova Zelanda, est d'Austràlia, Illa de Lord Howe i Nova Caledònia. A totes les espècies els manquen les ales, excepte a una. La seva distribució actual suggereix que ja existien abans de la separació del continent de Gondwana. Els Peloridiids es troben en molses i Marchantiophyta, comunament associats amb boscos de Nothofagus.
Peloridiidae és l'única família dins el subordre Coleorrhyncha, però hi ha classificacions alternatives en el qual el grup es tracta com infraordre de Prosorrhyncha, en aquest cas es deia Peloridiomorpha.

## Imatges
- Peloridium hammoniorum http://homepage.ruhr-uni-bochum.de/Andre.Mursch/14.htm